# Suban
Suban (kinesiska: 苏坂) är en köping i sydöstra Kina. Den ligger i stadsdistriktet Xinluo i staden Longyan i provinsen Fujian, omkring 220 kilometer sydväst om provinshuvudstaden Fuzhou. Antalet invånare är 8 343. Befolkningen består av 3 781 kvinnor och 4 562 män. Barn under 15 år utgör 10,0 %, vuxna 15-64 år 73 %, och äldre över 65 år 15,0 %.